# Ilja Rabinowicz
Ilja Rabinowicz, ros. Илья Леонтьевич Рабинович (ur. 23 maja 1891 w Sankt Petersburgu, zm. 23 kwietnia 1942 w Kirowie) – czołowy w latach międzywojennych radziecki szachista, z wykształcenia pedagog.

## Życiorys
Pierwsze szachowe sukcesy zaczął odnosić w latach 1910 - 1912 w Sankt Petersburgu. W 1914 r. zwyciężył w Mannheim, otrzymując tytuł mistrza. W czasie I wojny światowej był internowany w obozie jenieckim w Mannheim. Po zakończeniu wojny powrócił do kraju i w krótkim czasie osiągnął znaczące wyniki. Pomiędzy 1920 a 1939 r. dziewięciokrotnie starował w finałach indywidualnych mistrzostwach Związku Radzieckiego, największy sukces odnosząc na przełomie 1934 i 1935 r. w Leningradzie, gdzie podzielił I m. (wspólnie z Grigorijem Lewenfiszem). Wielokrotnie uczestniczył w mistrzostwach tego miasta, zwyciężając w latach 1920, 1925 (dz. I-IV), 1928 i 1940. Poza startami w turniejach (również międzynarodowych, m.in. w 1925 r. w Baden-Baden, gdzie zajął VII m. za Aleksandrem Alechinem, Akibą Rubinsteinem, Friedrichem Sämischem, Jefimem Bogoljubowem, Ksawerym Tartakowerem i Frankiem Marshallem, a przed m.in. Ernstem Grünfeldem, Aronem Nimzowistchem i Richardem Retim), zajmował się pisaniem artykułów teoretycznych do szachowej prasy, jak również redagowaniem książek o tej tematyce i opracowywaniem do nich wstępów. Sam napisał dwie książki poświęcone zagadnieniom gry debiutowej oraz końcowej.
Według retrospektywnego systemu Chessmetrics, najwyżej sklasyfikowany był w listopadzie 1925 r., zajmował wówczas 16. miejsce na świecie.
W 1942 r. zachorował podczas oblężenia Leningradu, po ewakuacji zmarł w Kirowie.

## Wybrane publikacje
- Эндшпиль: Заключительная стадия шахматной партии, Leningrad 1927
- Дебют: Начало шахматной партии, Moskwa 1931